# Faustino Teysera

Faustino Teysera (Montevideo, 5 de julio de 1885 - 1945) fue un escritor, crítico teatral y diplomático uruguayo.

## Biografía
Nacido en Montevideo en 1885, sus padres fueron Faustino Teysera y Teresa Caffa. Asistió a la Universidad de Montevideo donde realizó estudios diplomáticos.
Fue crítico teatral de los diarios El Siglo y Diario Nuevo y en la revista La Semana, donde utilizaba el seudónimo Tey para firmar sus artículos.
Formó parte del cuerpo diplomático de Uruguay, estando apostado en España en 1927.

## Obras
- Esquematismo (versos)
- Rimas bohemias (versos, 1909)
- El teatro nacional (folleto)
- El drama de muchos (comedia en 3 actos)
- Tipo...gráfico' (comedia en 1 acto)
- Nuestro teatro
- Frutos del país
- Comedias caseras (comedia en 1 acto)
- El emparrado (zarzuela)
- Ricos tipos (entremés)
- Teorías femeninas (monólogo)
- Ecos del día